# GNOME Activity Journal
GNOME Activity Journal, in passato conosciuto come Gnome Zeitgeist, è un file manager semantico per l'ambiente GNOME.

## Caratteristiche
La particolarità GNOME Activity Journal, rispetto ad un file manager classico in cui i file sono organizzati in modo gerarchico, è quella di classificare i file semanticamente (tramite il servizio Zeitgeist) con metadati, includendo così ora e data degli accessi precedenti, luogo in cui è stato usato (con il posizionamento GPS se disponibile), tipo di file, etichettazione e altro. Oltre ai file memorizzati in locale, Zeitgeist può organizzare la cronologia della ricerca web, la posta elettronica e altre risorse.
L'inclusione di GNOME Activity Journal in GNOME 3.0 è stata inizialmente rifiutata con la ragione è che non si integrava bene nell'intero desktop e sarebbe più un'applicazione standalone, successivamente quella decisione è stata rivisitata al GNOME Summit 2010 di Boston e l'integrazione con GNOME è ancora una volta pianificata.
Ubuntu ha distribuito Zeitgeist come parte standard del loro nuovo ambiente desktop, Unity, in Ubuntu 11.04. GNOME Activity Journal non viene fornito per impostazione predefinita, ma la dash di Unity utilizza il servizio Zeitgeist per la ricerca di file.